# Tomditov
Tomditov (Tamdytau; uzb.: Tomditov tog‘lari; ros.: Тамдытау, Tamdytau) – masyw górski w południowo-zachodniej części pustyni Kyzył-kum, w Uzbekistanie. Rozciąga się na długości ok. 60 km. Najwyższy szczyt, Aktau, osiąga 922 m n.p.m. Masyw zbudowany z piaskowców, łupków i wapieni z intruzjami granitów i granodiorytów.